# مسجد جامع قناتغستان
مسجد جامع قناتغستان مربوط به دوره قاجار است و در شهرستان کرمان، بخش ماهان، دهستان قناتغستان، بلوار جمهوری، روبروی خانه تیمورخان واقع شده و این اثر در تاریخ ۷ اسفند ۱۳۸۶ با شمارهٔ ثبت ۲۱۴۷۵ به‌عنوان یکی از آثار ملی ایران به ثبت رسیده است.